# The Juniper Tree (opera)

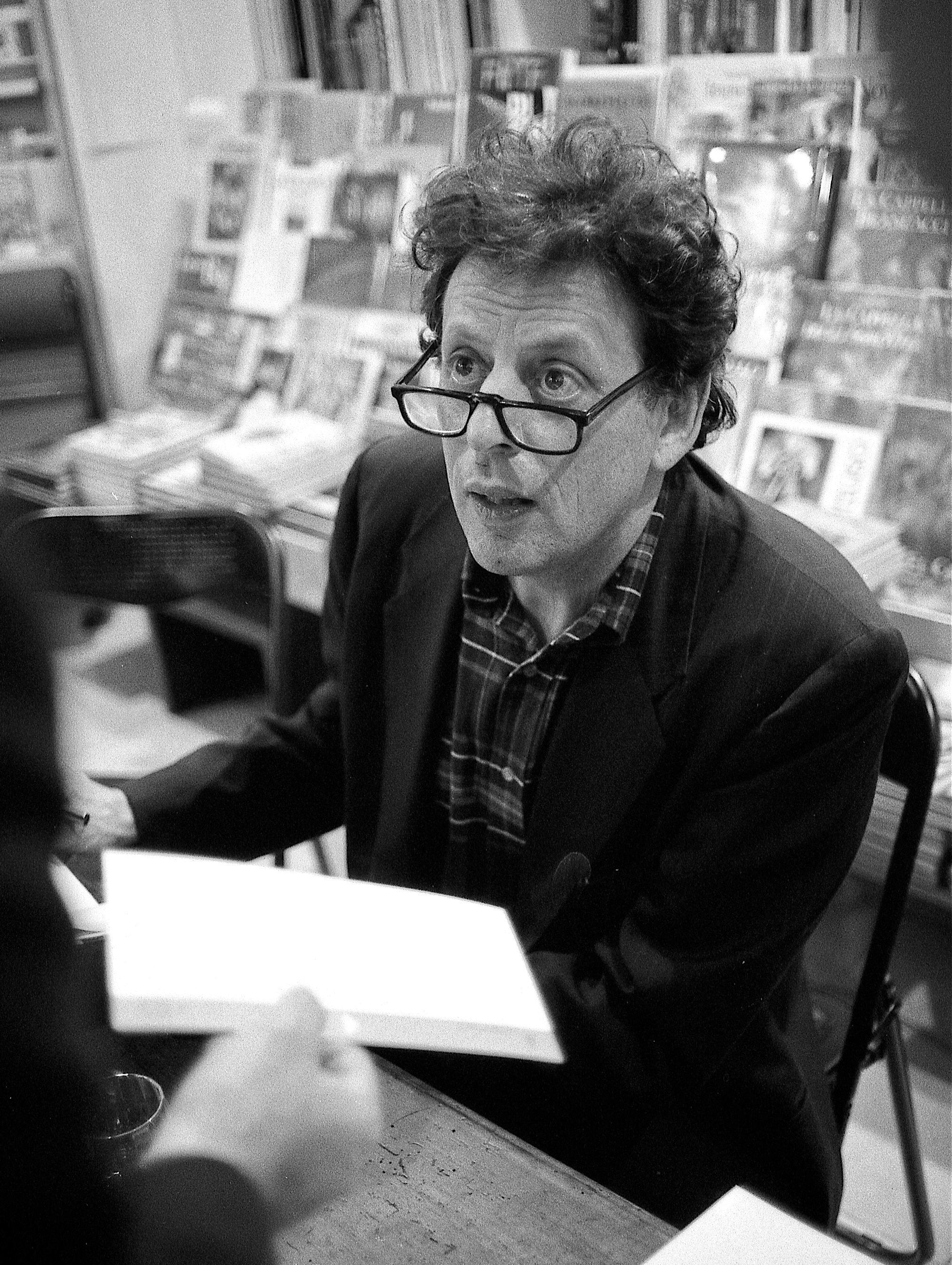
Philip Glass

The Juniper Tree (Enbärsbusken) är en opera med musik av Philip Glass och Robert Moran från 1985 till ett libretto av Arthur Yorinks byggd på en av Bröderna Grimms sagor.
Operan består av två akter och är komponerad för två barytoner, bas, mezzosopran, fyra sopraner, tenor, blandad kör, barnröster och kammarorkester. De båda kompositörerna skrev alternerande scener och använde sig av varandras teman för att bibehålla den strukturella helheten. Glass övertog operans ägandeskap och tillät inte att "live"-inspelningen från premiären släpptes förrän 2009. Fram till dess uppmanade Moran sina fans att distribuera bootlegkopior så att musiken blev tillgänglig.

## Uppförandehistorik
Operan hade premiär den 11 december 1985 på American Repertory Theater i Cambridge, Massachusetts.
Till operans 25-årsjubileum sattes operan upp av Théâtre des Petites Garnottes på Salle Jean-Paul Tardif i Québec i Kanada i september 2010.

## Personer
| Roller                 | Stämma         | Premiärbesättning den 11 december 1985 (Dirigent: Richard Pittmann) |
| ---------------------- | -------------- | ------------------------------------------------------------------- |
| Mannen                 | lyrisk baryton | Sanford Sylvan                                                      |
| Hans hustru            | lyrisk sopran  | Jayne West                                                          |
| Deras son/enbuskfågeln | gossopran      | Lynn Torgove                                                        |
| Styvmodern             | mezzosopran    | Valerie Walters                                                     |
| Hennes dotter          | sopran         | Janet Brown                                                         |
| Guldsmeden             | bas            | David Stoneman                                                      |
| Skomakaren             | baryton        | Thomas Derrah                                                       |
| Mjölnaren              | tenor          | William Cotton                                                      |
| Byfolk                 | chorus         |                                                                     |
| Mammafågel             | soprano        |                                                                     |
| Fågelungarn            | barnröster     |                                                                     |

## Handling
Grimmsagan handlar om en elak styvmor som dödar sin styvson av rädsla för att han påminde maken om sin döda hustru. Hon tillagar styvsonen och serverar honom i en gryta till hans hungrige och ovetande fader. Pojkens syster begraver broderns ben under en enbuske där deras mor ligger begraven. Pojkens ande återvänder som en sjungande fågel och hämnas på styvmodern genom att släppa en kvarnsten på henne innan han åter förvandlas tillbaka till sin rätta gestalt.